# Marcenod
Marcenod – miejscowość i gmina we Francji, w regionie Owernia-Rodan-Alpy, w departamencie Loara.
Według danych na rok 1990 gminę zamieszkiwało 410 osób, a gęstość zaludnienia wynosiła 46 osób/km² (wśród 2880 gmin regionu Rodan-Alpy Marcenod plasuje się na 1225. miejscu pod względem liczby ludności, natomiast pod względem powierzchni na miejscu 1211.).